# Klein Seminarie Roeselare

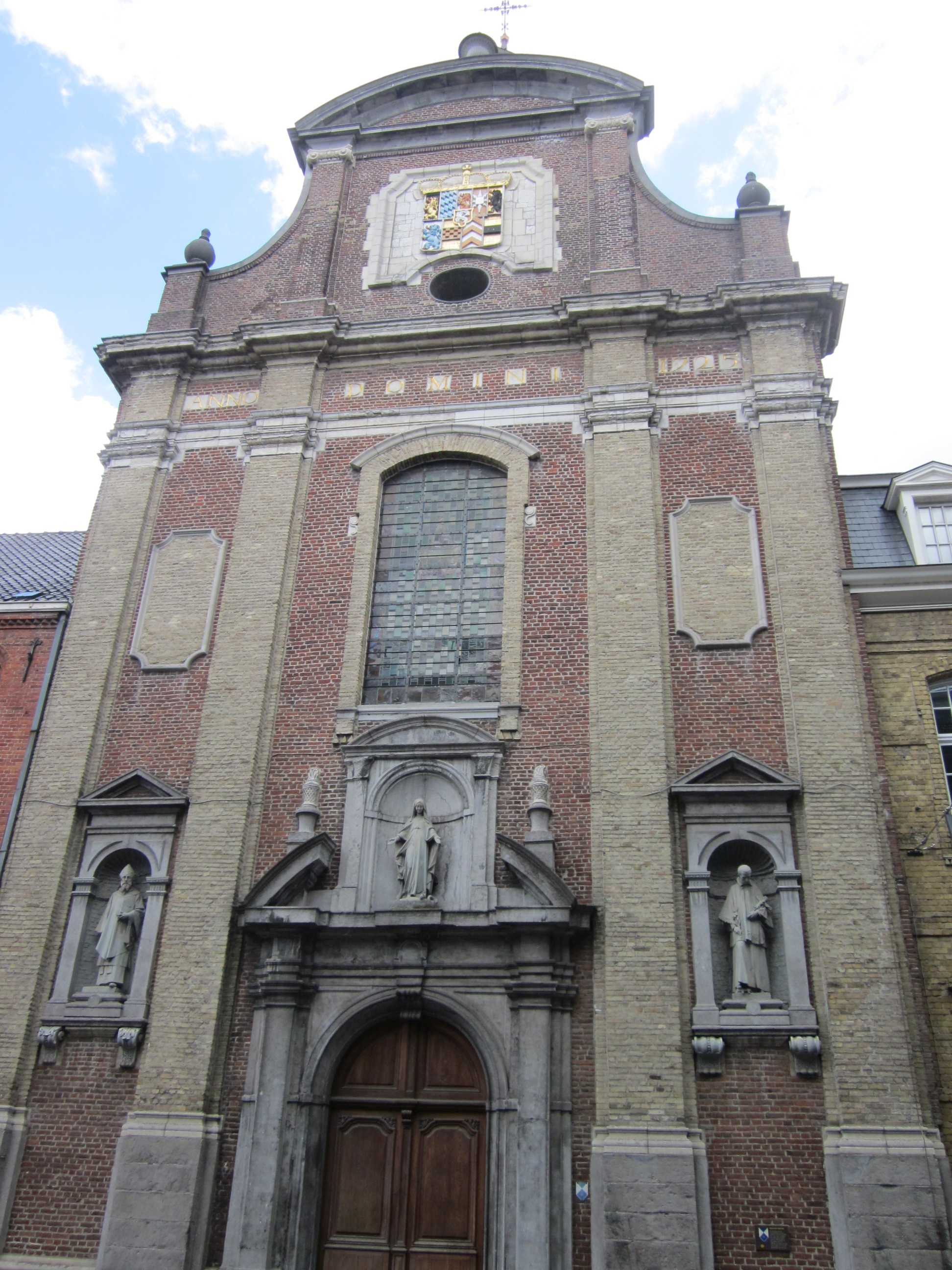
Chiesa Agostiniana

Il Klein Seminarie è una scuola cattolica nella città belga di Roeselare. È stata fondata nel 1806 ed è una delle più antiche scuole delle Fiandre. La scuola si trova nello stesso campus del Libero Istituto dell'agricoltura e delle biotecnologie. La scuola fa parte del gruppo delle scuole di San Michele.

## Storia
Nel XVII secolo era il posto di un antico ospedale e casa di cura.
Sotto la volontà di Napoleone Bonaparte ci furono i monaci agostiniani, fino all'anno 1797.
Quando la chiesa di Napoleone diede maggior libertà al vescovo di Gent, venne creato questo seminario sul monastero abbandonato.
Il Klein Seminarie aprì ufficialmente il 27 maggio 1806.
Il 28 luglio 1875 ci fu una ribellione nel Klein Seminarie contro l'uso della lingua francese per l'istruzione.
Dal 1996 le ragazze possono iscriversi al Klein Seminarie.